# Dennison Fork
La rivière Dennison Fork est un cours d'eau d'Alaska, aux États-Unis situé dans la région de recensement de Southeast Fairbanks. C'est un affluent de  la South Fork Fortymile lui-même affluent de la rivière Fortymile, qui se jette dans le  fleuve Yukon.

## Description
Longue de 60 milles (97 km), elle coule en direction du nord-est et rejoint la rivière Mosquito Fork pour former la  rivière North Fork Fortymile à 56 milles (90 km) d'Eagle.
Son nom local a été référencé en 1896 par l'United States Geological Survey en tant que Dennis Fork.

## Sources
- (en) « Dennison Fork », Geographic Names Information System